# کانویر ایکس‌سی-۹۹
کانویر ایکس‌سی-۹۹(به انگلیسی: Convair XC-99)، با شماره سریال نیروی هوایی ۴۳–۵۲۴۳۶، یک نمونه اولیه هواپیمای ترابری سنگین است که توسط کانویر برای نیروی هوایی ایالات متحده ساخته شده‌است. ایکس‌سی-۹۹ بزرگترین هواپیمای ترابری زمینی با موتور پیستونی بود که تا به حال ساخته شده بود و در طراحی آن از بمب افکن کانویر بی-۳۶ پیس‌میکر الهام گرفته شد و بال‌ها و برخی ساختارهای دیگر آن با این هواپیما مشترک است. اولین پرواز آن در ۲۴ نوامبر ۱۹۴۷ در سن دیگو، کالیفرنیا انجام شد و پس از آزمایش در ۲۶ مه ۱۹۴۹ به نیروی هوایی تحویل داده شد.کانویر مدل ۳۷ یک نوع مسافری غیرنظامی برنامه‌ریزی شده بر اساس ایکس‌سی-۹۹ بود، اما هرگز ساخته نشد.

## مشخصات فنی (ایکس‌سی-۹۹)

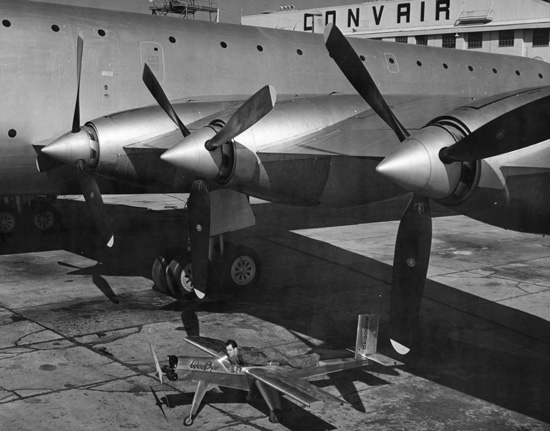
ایکس‌سی-۹۹ در کنار بی‌کرفت وی بی، که به عنوان کوچکترین هواپیمای جهان شناخته می‌شود.

داده‌ها از General Dynamics Aircraft and their Predecessors
ویژگی‌های عمومی
- خدمه: ۵ (با یک خدمه امداد ۵ نفره)
- ظرفیت: تا ۴۰۰ نیرو / ۱۰۰٬۰۰۰ پوند (۴۵٬۰۰۰ کیلوگرم) محموله
- طول: ۱۸۲ فوت ۶ اینچ (۵۵٫۶۳ متر)
- پهنای بال: ۲۳۰ فوت ۰ اینچ (۷۰٫۱۰ متر)
- ارتفاع: ۵۷ فوت ۶ اینچ (۱۷٫۵۳ متر)
- مساحت بال‌ها: ۴٬۷۷۲ فوت مربع (۴۴۳٫۳ متر مربع)
- ایرفویل: root: NACA 63(420)-422; tip: NACA 63(420)-517[۴]
- وزن خالی: ۱۳۵٬۲۳۲ پوند (۶۱٬۳۴۰ کیلوگرم)
- وزن ناخالص: ۲۶۵٬۰۰۰ پوند (۱۲۰٬۲۰۲ کیلوگرم)
- بیشترین وزن برخاست: ۳۲۰٬۰۰۰ پوند (۱۴۵٬۱۵۰ کیلوگرم)
- ظرفیت سوخت: ۱۹٬۱۱۲ گالون آمریکایی (۱۵٬۹۱۴ گالون بریتانیایی؛ ۷۲٬۳۵۰ لیتر)
- پیشرانه: ۶ عدد موتور پیستونی شعاعی ۲۸ سیلندر هوا خنک پرت اند ویتنی آر-۴۳۶۰ واسپ میجور, ۳٬۵۰۰ اسب بخار (۲٬۶۰۰ کیلووات)  در هر موتور
- ملخ‌ها: سهملخه Curtiss-Electric constant-speed fully-feathering pusher propellers

عملکرد
- حداکثر سرعت: ۳۰۷ مایل بر ساعت (۴۹۴ کیلومتر بر ساعت، ۲۶۷ گره)
- بُرد: ۸٬۱۰۰ مایل (۱۳٬۰۰۰ کیلومتر، ۷٬۰۰۰ مایل دریایی) با محموله ۱۹٬۱۱۲ گالون آمریکایی (۱۵٬۹۱۴ گالون بریتانیایی؛ ۷۲٬۳۵۰ لیتر) و ۱۰٬۰۰۰ پوند (۴٬۵۰۰ کیلوگرم)

اویونیکس

- Weather radar

## همچنین ببینید
توسعه مرتبط
- کانویر بی-۳۶

هواگردهای با عملکرد، پیکربندی و یا دوره زمانی مشابه
- بریستول برابازون
- لاکهید آر۶وی کونستلیشن
- Saunders-Roe Princess

فهرست‌های مرتبط
- List of military aircraft of the United States

### کتابشناسی - فهرست کتب
- Dorr, Robert F. "Saving the XC-99." Air Force Times, 12 August 1998.
- Dorr, Robert F. "XC-99 is a treasure." Air Force Times, 10 June 2000.
- Jacobsen, Meyers K. Convair B-36: A Comprehensive History of America's "Big Stick". Atglen, Pennsylvania: Schiffer Military History, 1997. شابک ‎۰−۷۶۴۳−۰۹۷۴−۹.
- Jacobsen, Meyers K. Convair B-36: A Photo Chronicle. Atglen, Pennsylvania: Schiffer Military History, 1999. شابک ‎۰−۷۶۴۳−۰۹۷۴−۹.
- Jacobsen, Meyers K and Ray Wagner. B-36 in Action (Aircraft in Action Number 42). Carrollton, Texas: Squadron/Signal Publications Inc. , 1980. شابک ‎۰−۸۹۷۴۷−۱۰۱−۶.
- Jenkins, Dennis R. Convair B-36 Peacemaker. St. Paul, Minnesota: Specialty Press Publishers and Wholesalers, 1999. شابک ‎۱−۵۸۰۰۷−۰۱۹−۱.
- Johnsen, Frederick A. Thundering Peacemaker, the B-36 Story in Words and Pictures. Tacoma, Washington: Bomber Books, 1978.
- Miller, Jay and Roger Cripliver. "B-36: The Ponderous Peacemaker." Aviation Quarterly, Vol. 4, No. 4, 1978.
- Wegg, John. General Dynamics Aircraft and their Predecessors. London: Putnam, 1990. شابک ‎۰−۸۵۱۷۷−۸۳۳-X.